# KHRチャレンジ・ナイター
KHRチャレンジ・ナイターは、極東放送 (沖縄)にて1978年 - 1981年まで放送されたプロ野球中継である。その後1982年、1983年は土日のみに放送が縮小されたのに伴い、KHRウィークエンド・ナイターとして放送された。

## 概要
極東放送はアメリカの占領下の時代はFEBCグループの宗教放送として行っていたが、日本への本土復帰に際し、日本語放送をエフエム東京・ラジオ関東（現・RFラジオ日本）とのネット受け提携を含め放送を行った。ただし復帰前から放送していた琉球放送・ラジオ沖縄とは異なり復帰後もプロ野球中継は行っていなかった。
しかし、1978年からラジオ関東による読売ジャイアンツ（巨人）戦の後楽園球場主管試合独占放送開始（この時「ラジオ関東（→日本）ジャイアンツ・ナイター」と改名）に伴って沖縄でも上記2局が中継のネットをできなくなる可能性があることから、ラジオ関東の中継をネットする形で放送を開始した。しかし、その独占も短期間で琉球放送がネットしていたTBSラジオには中継が開放されたため、音楽番組が番組編成の軸としていた極東放送は1982年より土日のみの放送に体制を縮小した。
1984年4月の改編で秋に予定されていたFM放送エフエム沖縄への移行（結果的に同年9月に移行）準備の編成になったことに伴い、KHRからのナイター中継も1983年限りで廃止となった。